# Martin Ullmann (Agrikulturchemiker)
Martin Ullmann (* 3. Januar 1857 in Droskau bei Sorau (Niederlausitz); † 3. November 1921 in Neckarsulm) war ein deutscher Agrikulturchemiker. Seit 1893 leitete er ein vom Verein Deutscher Dünger-Fabrikanten begründetes Forschungsinstitut in Hamburg.

## Leben

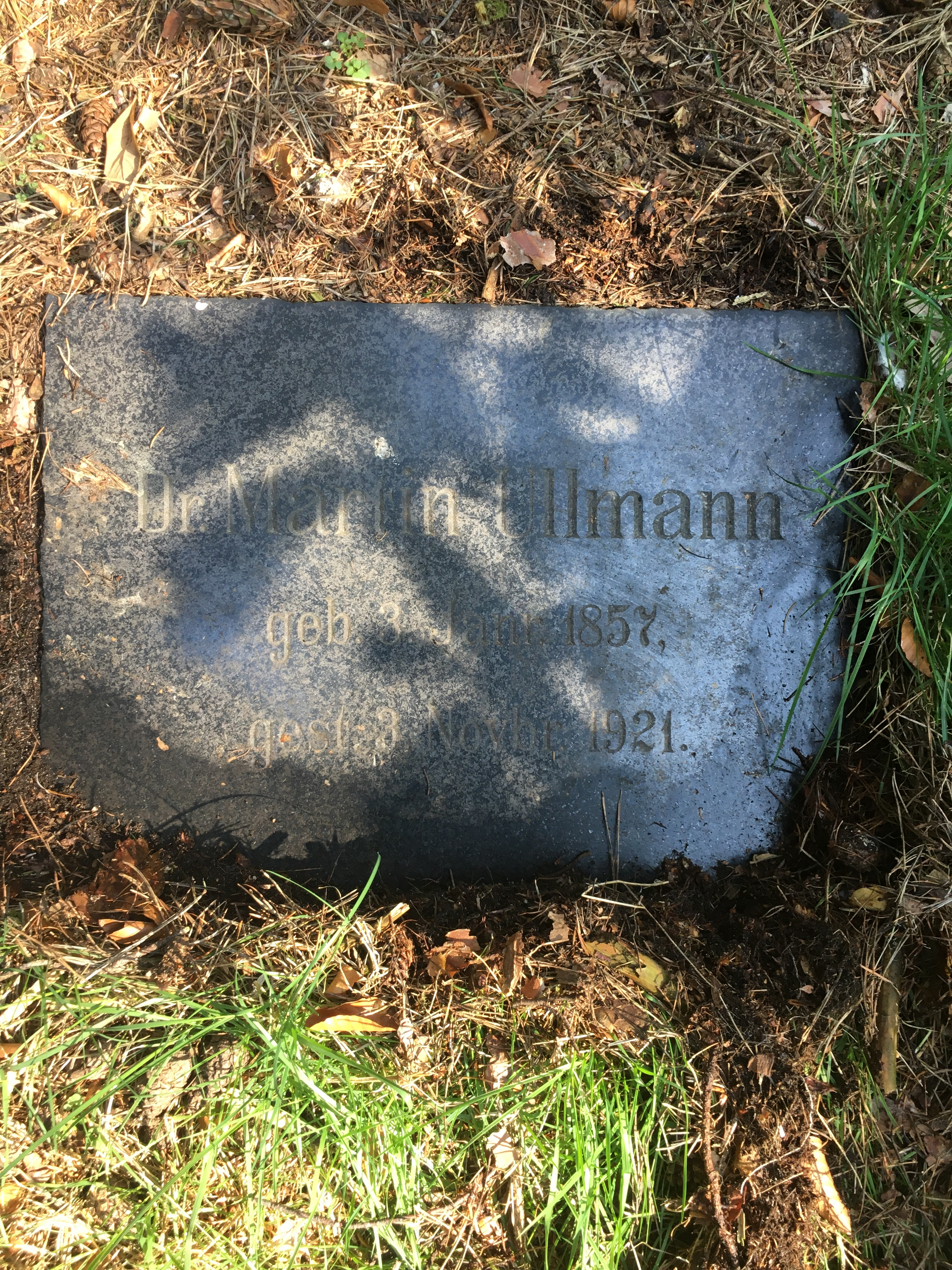
Grabstätte auf dem Friedhof Ohlsdorf

Martin Ullmann, Sohn eines Pfarrers, studierte Landwirtschaft an der Universität Halle, promovierte zum Dr. phil. und war seit 1883 als Landwirtschaftslehrer und landwirtschaftlicher Berater in Worbis (Eichsfeld) und in Büdingen (Oberhessen) tätig. Seit 1893 leitete er die Agrikulturchemische Versuchs- und Vegetations-Station in Hamburg-Horn, ein Forschungsinstitut des Verein Deutscher Dünger-Fabrikanten. 
Ullmann hat die Ergebnisse der unter seiner Leitung durchgeführten Düngungsversuche und grundlegende Probleme der Mineraldüngung in zahlreichen Büchern und Schriften veröffentlicht. Hervorzuheben sind seine Schrift „Düngungstheorie und Praxis gegen Ende des 19. Jahrhunderts“ (1892, 2. Aufl. 1895) und die anlässlich des 25-jährigen Jubiläums der Gründung des Vereins Deutscher Dünger-Fabrikanten erarbeitete Festschrift „Die deutsche chemische Dünger-Industrie“ (1905).
Martin Ullmann wurde auf dem Hamburger Friedhof Ohlsdorf beigesetzt. Die Grabstätte liegt im Planquadrat AD 17 südwestlich von Kapelle 7.

## Publikationen (Auswahl)
- Düngungs-Theorie und Praxis gegen Ende des 19. Jahrhunderts. Ein Beitrag zur Lösung der deutschen Agrar-Frage. Verlag Gräfe & Sillem Hamburg 1892; 2. Aufl. ebd. 1895.
- Ueber Knochenmehl-Düngung. Ein Beitrag zur richtigen Wertbemessung der Knochenmehle. Verlag Gräfe & Sillem Hamburg 1892; 2. Aufl. ebd. 1894.
- Kalk und Mergel. Anleitung für den praktischen Landwirt zur Hebung der Bodenkultur durch Kalidüngung. Eine von der Deutschen Landwirtschafts-Gesellschaft gekrönte Preisschrift. Verlag Paul Parey Berlin 1893; 2. Aufl. ebd. 1894.
- Die wasserlösliche Phosphorsäure in Theorie und Praxis oder deren Bedeutung und Verwendung als Superphosphate. Ein Beitrag zur Lösung der deutschen Agrar-Frage. Verlag Gräfe & Sillem Hamburg 1894.
- Die Anwendung von Kunstdünger in gärtnerischen Betrieben. Verlag Gräfe & Sillem Hamburg 1894.
- Richard Buerstenbinder: Die Zuckerrübe. … Verlag von Gebrüder Haering Braunschweig 1882; 2. Aufl. ebd. 1883. – 3. Aufl. unter dem Titel Die Zuckerrübe. Ein Handbuch für den praktischen Landwirt, bearbeitet von Martin Ullmann. Verlag Gräfe & Sillem Hamburg 1896.
- Die deutsche chemische Dünger-Industrie. Festschrift zum 25 jährigen Jubiläum der Begründung des Verein Deutscher Dünger-Fabrikanten. 1880–1905. Verfasst von Dr. Martin Ullmann. Deutscher Verlag Berlin 1905; Sonderausgabe W. Bergholz Nachf. Stralsund 1906.
- Düngungs- und Anbauvorschriften der gebräuchlichsten Kulturpflanzen. Herausgegeben von Martin Ullmann. Hamburg-Horn 1916.